# Spilargis ignicolor
Spilargis ignicolor är en spindelart som beskrevs av Simon 1902. Spilargis ignicolor ingår i släktet Spilargis och familjen hoppspindlar. Utöver nominatformen finns också underarten S. i. bimaculata.